# Ibn Asakir
 (décembre 2017).
Ibn `Asākir (arabe : ابن عساكر), (né en 1105 et mort le 25 janvier 1176), né et mort à Damas, était un éminent savant musulman arabe Shâfi'ite et théologien Ash'arite, auteur du célèbre Tārīkh Dimashq (Histoire de Damas), en 80 volumes, qui recense et donne la biographie de tous les oulémas ayant vécu ou visité Damas.

## Nom complet et attributs
Son nom complet est Ali ibn al-Hasan ibn Hibat Allah ibn `Abd Allah, Thiqat al-Din, Abu al-Qasim, connu sous le nom  Ibn `Asakir al-Dimashqi al-Shafi`i al-Ash`ari.

## Biographie
Il commença son éducation religieuse dès l'âge de 6 ans, en assistant aux cercles de fiqh de son grand frère Sa'in ad-Din Hibat Allah ibn al-Hasan. Il apprit l'arabe et la grammaire arabe (nahw) de son grand-père maternel Abu al-Mufaddal al-Qurashi. Deux de ses oncles et un de ses frères furent juges à Damas, respectivement Abu al-Ma`ali Muhammad ibn Yahya ibn `Ali al-Qurashi, Abu al-Makarim Sultan ibn Yahya, et Muhammad ibn al-Hasan.
Dès l'âge de la puberté Ibn Asakir avait déjà obtenu des « certificats de hadith » (ijazah) de savants de Damas, Bagdad et du Khurasan. Il était âgé de 20 ans lorsque son père décéda, et il entreprit alors un long voyage dans le monde islamique à la recherche de hadiths rapportés ; il en profita par là même pour effectuer le pèlerinage à La Mecque, le hajj. Il effectua quantité de voyages à partir de l'an 519 après l'hégire et ne rentrera à Damas qu'en 533.
Il rapporta ses hadiths de plus de 1 300 shuyukh et 80 Shaykhas de Bagdad, de villes aussi lointaines que variées : La Mecque, Médine, Ispahan, Naysabur, Marw, Tibriz, Mihana, Bayhaq, Khusrujird, Bistam, Herat, Azerbaidjan, Koufa, Hamadhan, Ray, Zanjan, Bushanj, Sarkhas, Simnan, Jarbadhqan, Mawsil,...
Dès 1138 il enseigna dans un coin de la mosquée Omeyyade de Damas, puis dans l'école Dar al-Sunna (plus tard renommée Dar Al Hadith), construite pour lui par al-Malik al-`Adil Nur al-Din Mahmud ibn Zanki. Il se détacha de toutes possessions matérielles, se concentrant à l'enseignement, à écrire et à vénérer Allah. Un de ses élèves était le célèbre sultan Salah al-Din al-Ayyubi, qui participa à sa prière mortuaire (janazah) derrière l'imam al-Qutb al-Naysaburi.
Ibn `Asakir fut enterré dans le cimetière Bab al-Saghir, à côté de son père, non loin de la tombe du calife Mu`awiya ibn Abi Sufyan.

## Œuvres
Ibn `Asakir est l'auteur de plus de cent livres et épîtres, avec près de 500 leçons de hadith.
On compte ainsi à son nom:
- Tarikh Dimasqh, son œuvre maîtresse en 80 volumes comprenant près de 10 000 biographies. Ibn Khallikan dit qu'il contient plusieurs livres pouvant être lus séparément, à la manière des chroniques de Tabari. Elle contient en outre une énorme quantité de poèmes arabes.

- Al-Muwafaqat `ala Shuyukh al-A'imma al-Thiqat en 72 volumes

- `Awali Malik ibn Anas et Dhayl en 50 volumes

- Ghara'ib Malik en dix volumes

- Al-Mu`jam où il ne lista que les noms de ses shaykhs, en 12 volumes

- Manaqib al-Shubban en 15 volumes

- Des livres de vertus spécifiques : Fada'il Ashab al-Hadith en 11 volumes, Fadl al-Jumu`a, Fadl Quraysh, Fada'il al-Siddiq, Fada'il Makka, Fada'il al-Madina, Fada'il Bayt al-Muqaddas, Fada'il `Ashura', Fada'il al-Muharram, Fada'il Sha`ban

- Al-Ishraf `ala Ma`rifa al-Atraf

- Akhbar Al-Awzâ'î

- Al-Musalsalat

- Al-Suba`iyyat en sept volumes, comporte des narrations avec des chaînes ne comptant que sept narrateurs jusqu'au Prophète

- Tabyin Kadhib al-Muftari Fima Nusiba ila Abi al-Hasan al-Ash`ari, en défense de al-Ash`ari et de son école ; il divisa son recueil en différentes sections:

a) Généalogie de Abou Hassan Al Ash'ari
b) Des hadiths le concernant
c) Sa renommée en matière de savoir
d) Sa renommée en matière de piété et de vénération
e) Son combat contre les innovations et ses adversaires
f) Des rêves qui supposent son statut élevé
g) Cinq générations de ses étudiants
h) Ceux qui attaquèrent al-Ash`ari et ses étudiants
Il conclut son livre avec les vers de poèmes suivants:
J'ai choisi une doctrine qui ne ressemble en rien à une innovation
Mais celle que les successeurs ont fidèlement pris des prédécesseurs
Ceux qui sont impartiaux déclarent ma doctrine saine
Alors que ceux qui la critiquent ont délaissé l'impartialité
- Yawm al-Mazid en trois volumes

- Bayan al-Wahm wa al-Takhlit fi Hadith al-Atit

- Arba`un Hadithan fi al-Jihad

- Arba`un Hadithan `an Arba`ina Shaykhan min Arba`ina Madina aussi nommé Al-Arba'în Al-Buldaniyyah : c'est une collection de 40 hadith sur 40 thèmes différents qu'il rapporte de 40 shaykhs différents qui habitèrent dans 40 villes différentes en ce temps-là avec un sahabi différent pour chaque hadith!

## Sa renommée auprès des autres savants
Hâfiz Abul-'Alâ Al-Hamazhani relate qu'« À Bagdad, on l'appelait l'"étincelle" du fait de son intelligence et de sa finesse d'esprit»
L'Imâm AbulMawâhib ibn Sarsari dit: « Je lui demandai s'il avait vu quelqu'un de sa sorte ». Il répondit humblement "« Ne dis pas une telle chose car véritablement Allah le très-Haut a dit "Ne vantez pas vous-mêmes votre pureté;" » (verset 32 de la sourate Najm) Alors je lui dit: "Mais Allah dit aussi "Et quant au bienfait de ton Seigneur, proclame-le" (Sourate Ad-duhaa, verset 11) »
Il répondit alors « Si quelqu'un prétend que mes yeux n'ont pas vu de semblable à moi il serait menteur »
Abulmawâghib dit encore: « Et je dis aussi que j'ai pas vu d'égal à lui, qui ait sa connaissance, et sa consistance à effectuer pendant 40 ans la prière au premier rang sauf pour une excuse valide ; et il faisait l'I'tikaf pendant le Ramadân et les dix premiers jours de Zhul Hijjah pendant 40 ans ».
Le maître de Ibn 'Asakir, l'imam Abul Fadhl Al-Tusi (rahimahoullah) dit de lui: « Je ne connais personne d'autre plus en droit d'être appelé "hafidh" [de hadith] ».
L'Imam Ibnu Najâr dit: « il était l'imam (chef) des muhaddithîn de son temps »
L'Imam Nawawi le décrit comme : « Le hafiz de Syrie, ou plutôt le hafiz du monde entier »